# Bitwa pod Oosterweel
Bitwa pod Oosterweel miała miejsce 13 marca 1567 i jest tradycyjnie uważana za pierwsze starcie wojny osiemdziesięcioletniej, jakkolwiek Holendrzy za początek wojny uważają zwycięstwo odniesione nad Hiszpanami przez Ludwiga von Nassau-Dillenburg w bitwie pod Heiligerlee w roku następnym.
Bój toczył się na polach wioski Oosterweel, na północ od Antwerpii. Hiszpańskie regularne wojska, których dowódcą był Philippe de Lannoy hrabia Beauvoir pokonały kalwinistycznych powstańców, na czele których stał, poległy w boju, Jan Marnix van Aldegonde.
Wilhelm Niemy, w owym czasie Burggraaf Antwerpii, kazał zamknąć bramy, by nie pozwolić mieszkającym w mieście protestantom wesprzeć powstańców. Uczynił tak, ponieważ wiązała go przysięgę na wierność królom Hiszpanii, jaką odebrała od niego Małgorzata Parmeńska.
Liczba zabitych powstańców byłaby mniejsza, gdyby Hiszpanie nie wymordowali wszystkich wziętych do niewoli, bowiem uznali ich za rebeliantów. W sumie życie straciło 700-800 protestantów.